# Unter St. Veit metróállomás
Unter St. Veit metróállomás az U4-es metró egyik állomása Bécs 13. kerületében, vagyis Hietzingben. Névadója az egykori bécsi külváros, Unter Sankt Veit. Szomszédos állomásai Ober St. Veit és Braunschweiggasse. Az állomás kétvágányos, szélsőperonos és felszíni, a Wien folyó medrében található.

## Története
A régi állomást 1898-ban adták át a régi gőzvasút, Stadtbahn számára, ami a mai metró elődje volt. A gőzvasút 1918-ig használta ezt az állomást, amikor is bezárták, majd 1925-ben nyílt meg újra, és akkor már a régi gőzvasút utódja, az elektromos Stadtbahn használta. Az állomást 1945-ben bombatámadás érte és teljesen lerombolta, így a régi Otto Wagner pavilont is. A vonatok 1947-is meg sem álltak itt, míg helyre nem állították a károkat.
Az elektromos Stadtbahn ezen szakaszát 1981-ben érte el a metróvá alakítás, így ekkortól használja a 4-es metró ezt az állomást.

## Galéria

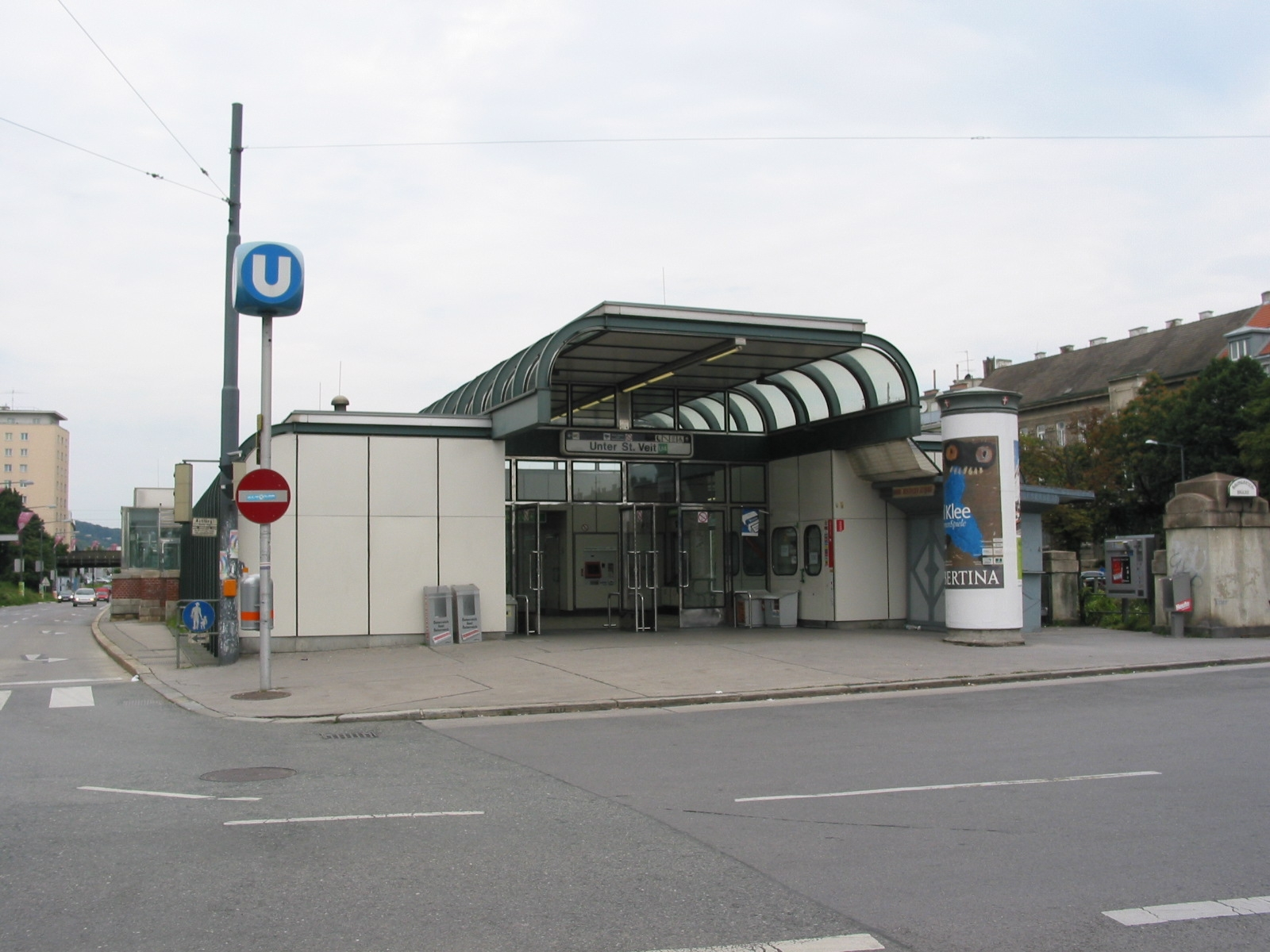
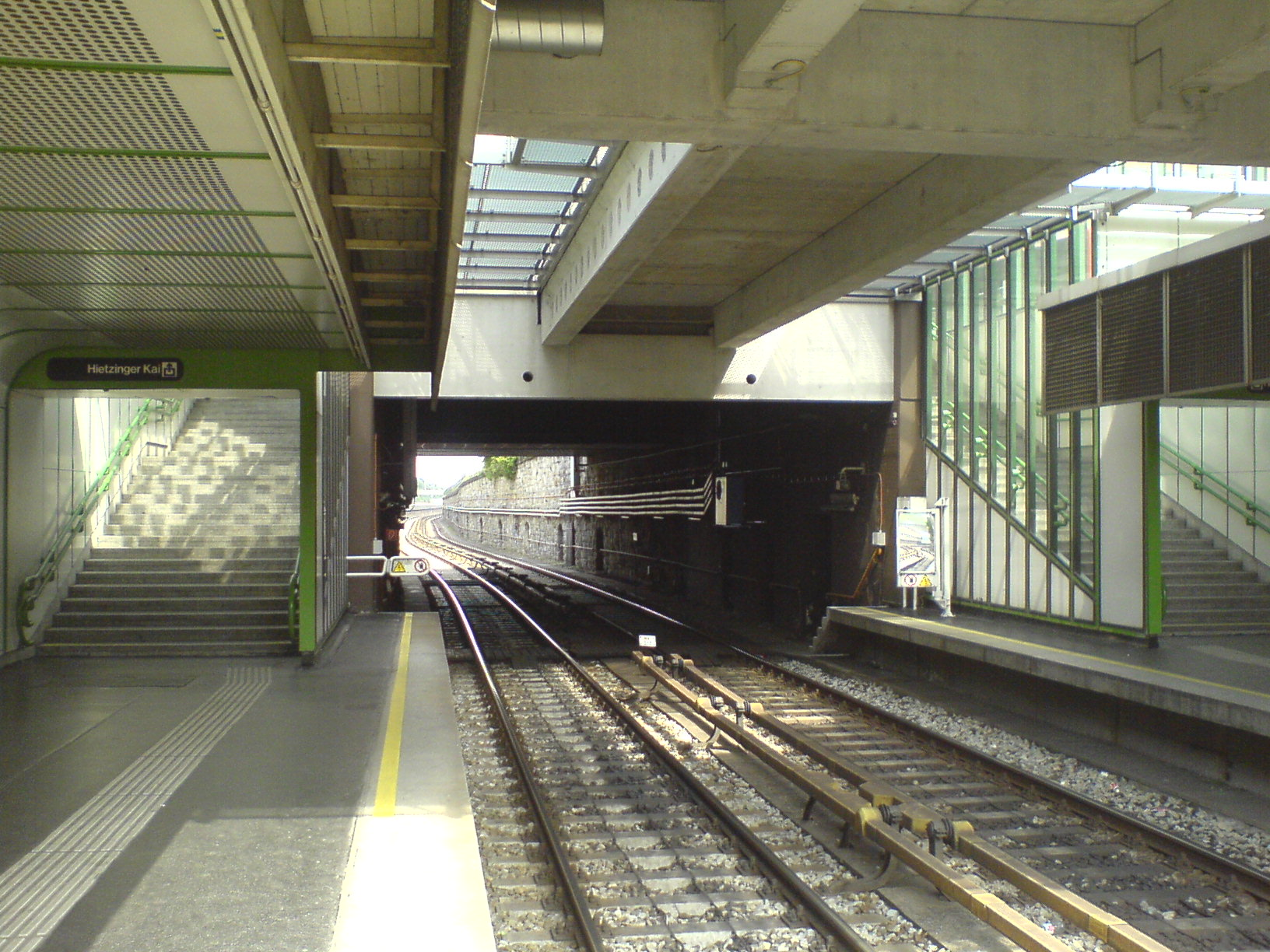
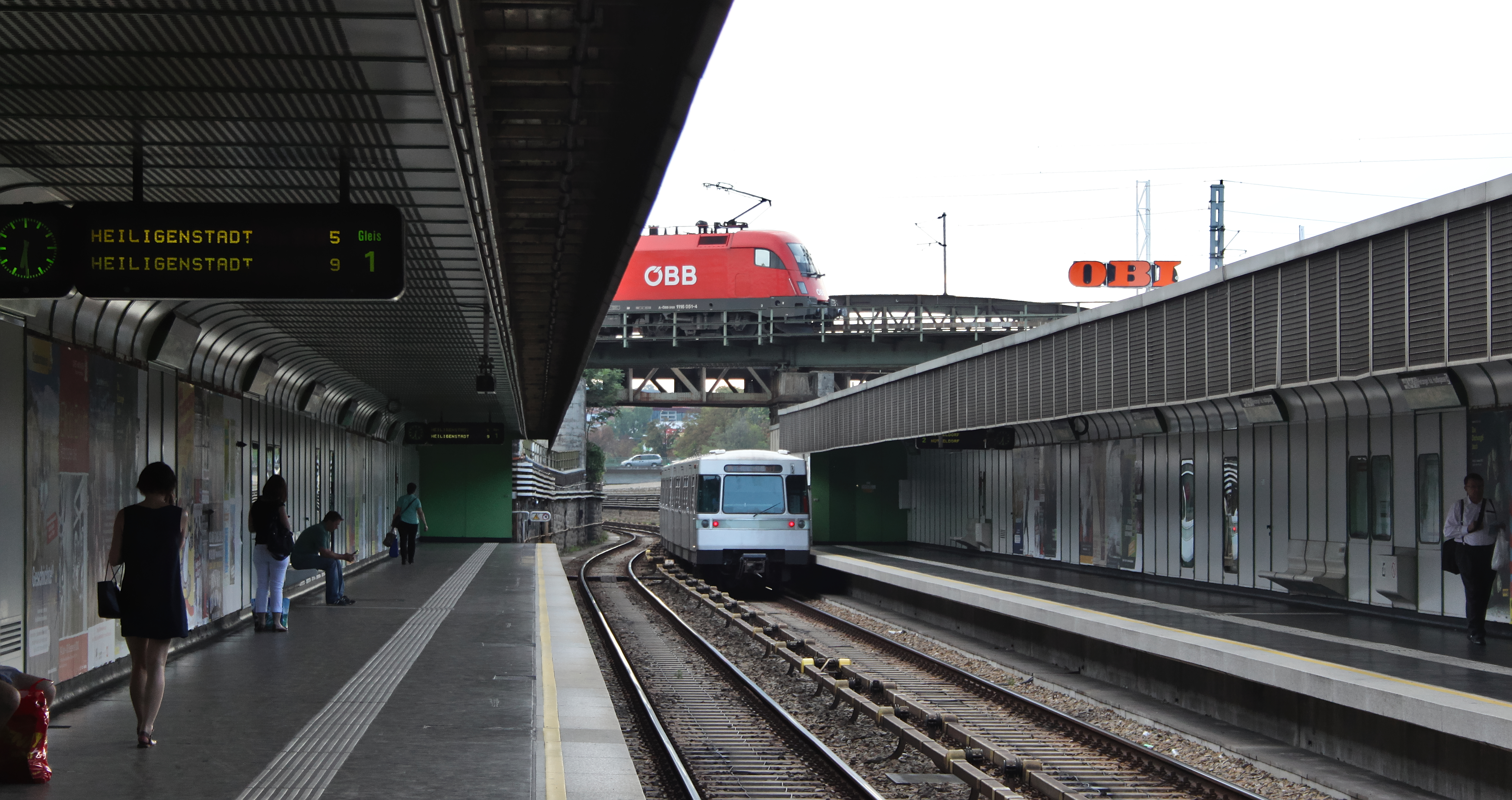
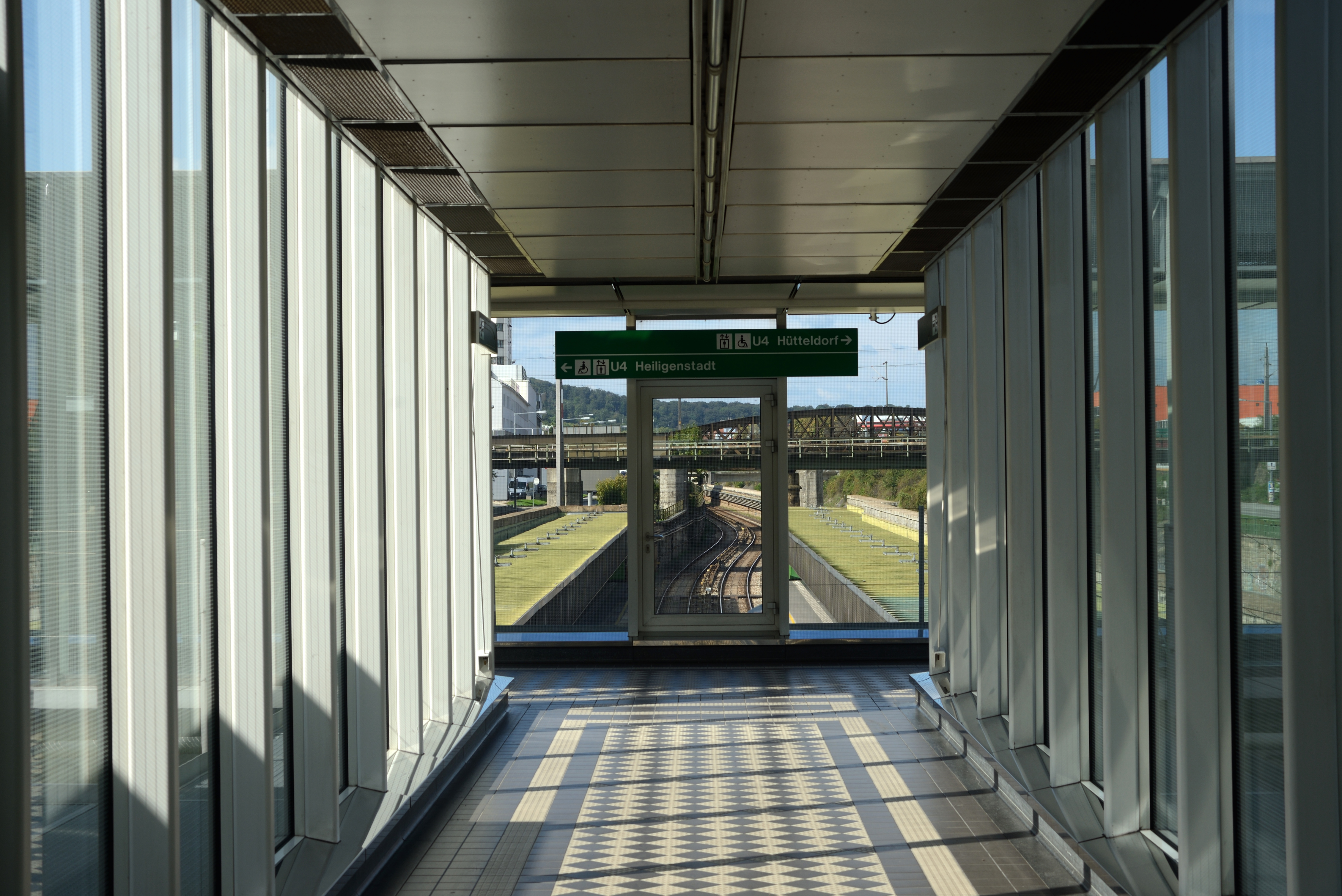

## Átszállási kapcsolatok
| U4 (Heiligenstadt ↔ Hütteldorf) |                        |                         |
| Állomás                         | Átszállási kapcsolatok | Fontosabb létesítmények |
| Unter St. Veit                  | 47A                    |                         |